# Kanton Narbonne-Sud
Kanton Narbonne-Sud (fr. Canton de Narbonne-Sud) je francouzský kanton v departementu Aude v regionu Languedoc-Roussillon. Skládá se z jižní části města Narbonne a obce Bages.